# بونتشو جينتشيف
بونتشو جينتشيف (بالبلغارية: Бончо Генчев)‏ (مواليد 7 يوليو 1964) هو لاعب كرة قدم بلغاري. يلعب مع منتخب بلغاريا لكرة القدم. سبق له أن لعب في كأس العالم لكرة القدم مع منتخب بلاده.

## روابط خارجية
- بونتشو جينتشيف على موقع الاتحاد الدولي (مؤرشف)  (الإنجليزية)
- بونتشو جينتشيف على موقع قاعدة بيانات كرة القدم.إي يو (الإنجليزية)
- بونتشو جينتشيف على موقع ناشيونال فوتبول تيمز (الإنجليزية)
- بونتشو جينتشيف على موقع Soccerbase.com (لاعب) (الإنجليزية)
- بونتشو جينتشيف على موقع عالم كرة القدم.نت (الإنجليزية)